# Фантастичната четворка (филм, 2005)
Вижте пояснителната страница за други значения на Фантастичната четворка.
„Фантастичната четворка“ (на английски: Fantastic Four) е американско-германски филм от 2005 г. на режисьора Тим Стори. Сценарият, написан от Марк Фрост и Майкъл Франс, е базиран на едноименния екип от супергерои на Марвел Комикс. Филмът е номиниран за Сатурн за най-добър научнофантастичен филм. През 2007 г. излиза продължението „Фантастичната четворка и Сребърния сърфист“.

## Актьорски състав
| Актьор            | Роля                                |
| ----------------- | ----------------------------------- |
| Йоан Грифид       | Рийд Ричардс / Господин Фантастичен |
| Джесика Алба      | Сюзан Сторм / Невидимата жена       |
| Крис Евънс        | Джони Сторм / Човекът-факла         |
| Майкъл Чиклис     | Бен Грим / Нещото                   |
| Джулиан Макмеън   | Виктор фон Дум / Доктор Дум         |
| Хеймиш Линклейтър | Ленард                              |
| Кери Уошингтън    | Алиша Мастърс                       |
| Лори Холдън       | Деби                                |

## Дублаж
| Озвучаващи артисти  | Петя Абаджиева Георги Георгиев-Гого Христо Узунов Илиян Пенев Симеон Владов |
| Преводач            | Антония Халачева                                                            |
| Тонрежисьор         | Наско Кашаров                                                               |
| Режисьор на дублажа | Радослав Рачев                                                              |